# Huntsville (Tennessee)
Huntsville település az Amerikai Egyesült Államok Tennessee államában, Scott megyében, melynek megyeszékhelye is. Lakosainak száma 1270 fő (2020. április 1.).

## Népesség
A település népességének változása:

| 2010 | 1 248 |
| 2020 | 1 270 |